# Otep
Gli Otep sono stati un gruppo musicale alternative metal statunitense, formatosi a Los Angeles nel 2000 e scioltosi nel 2024.

## Storia del gruppo
Otep Shamaya, Rob Patterson, Evil J e Moke, nei primi anni 2000 intrapresero insieme alcuni concerti, nei club di Los Angeles. In uno di questi, furono notati dal produttore Terry Date (Capitol Records), con cui incisero il loro primo EP Jihad (2001).
Leggende metropolitane che narravano del loro cannibalismo e del loro utilizzo della magia nera li aiutarono ad alimentare il mistero attorno alla loro immagine, attirando l'attenzione anche di rockstar come Marilyn Manson, che subito dimostrarono il loro apprezzamento per lo stile del gruppo.
Alla fine del 2001 incisero, sempre con la Capitol Records, il loro primo album Sevas Tra (che letto al contrario si legge come Art Saves), poi pubblicato nel giugno del 2002. Quello stesso anno, Sharon Osbourne, moglie dell'ex frontman dei Black Sabbath Ozzy Osbourne, li notò ad un concerto e li invitò a partecipare all'Ozzfest. Da allora, gli Otep sono comparsi sul palco dell'Ozzfest tre volte.
Nel 2004 hanno pubblicato il loro secondo album, House of Secrets, di inclinazione stilistica molto più introspettiva e goth. Quest'album, dalle sonorità più aggressive rispetto al precedente, vede la collaborazione di Joey Jordison degli Slipknot alla batteria su diverse tracce dell'album. Il video della canzone Warhead, la quale si oppone al governo Bush e alla guerra in Iraq, raggiunge la top ten su Headbanger's Ball di MTV. È invece del 2005 un secondo EP, Wurd Becomes Flesh, il quale fu disponibile solo durante il tour "Mouth of Madness".
Nel 2007 esce il loro terzo album: The Ascension, sotto l'etichetta Koch Records. L'album rappresenta una nuova evoluzione all'interno dello stile della band, risultando più melodico e più ricco nell'uso dello screaming. L'album contiene una reinterpretazione di Breed dei Nirvana. A partire dalla canzone Perfectly Flawed, Otep Shamaya ha fondato il social network "All Shapes And Sizes", il quale ha come obiettivo di eliminare i problemi di autostima e di abbattere i modelli comuni di bellezza imposti dalla società.
Nel 2009 hanno pubblicato il quarto album della loro carriera, sotto l'etichetta Victory Records, intitolato Smash the Control Machine. L'album vede la riunione con i membri presenti durante la realizzazione di Sevas Tra. Smash the Control Machine vede inoltre la collaborazione di Emilie Autumn al violino e di Koichi Fukuda degli Static-X al piano nella traccia UR A WMN NOW.
Dopo l'uscita di Evil J. McGuire dalla band, Otep ha iniziato a lavorare su un nuovo album, intitolato Atavist e pubblicato il 26 aprile 2011. Nel 2012 è la volta invece di un album live, intitolato Sounds Like Armageddon.
Il 22 gennaio 2013 è uscito il sesto album in studio Hydra. Nell'occasione la band ha dichiarato che si sarebbe trattato dell'ultimo disco della loro carriera.
Ciò è stato smentito tre anni dopo con l'uscita di Generation Doom, pubblicato il 15 aprile 2016.
Il 27 luglio 2018 è uscito l'ottavo album in studio Kult 45.
The God Slayer, nono album in studio, è stato pubblicato il 15 settembre 2023.

## Formazione
- Otep Shamaya – voce (2000-presente)
- Aristotelis Mihalopoulos – chitarra (2011-presente)
- Andrew Barnes – basso (2016-presente)
- Lamar Little – batteria (2020-presente)

Membri passati
- Jason "Evil J" McGuire – basso
- David Gentry – batteria
- Brian Wolff – batteria
- Mark "Moke" Bistany – batteria
- Justin Kier –   batteria
- Karma Singh Cheema – chitarra
- Aaron Nordstrom – chitarra
- Steven Barbola – chitarra
- Matt Damon – chitarra
- Tarver Marsh – chitarra
- Lane Maverick – chitarra
- Lee Rios – chitarra
- Rob Patterson – chitarra

## Discografia

### Album in studio
- 2002 – Sevas Tra
- 2004 – House of Secrets
- 2007 – The Ascension
- 2009 – Smash the Control Machine
- 2011 – Atavist
- 2013 – Hydra
- 2016 – Generation Doom
- 2018 – Kult 45
- 2023 – The God Slayer

### Album dal vivo
- 2012 – Sounds Like Armageddon

### EP
- 2001 – Jihad
- 2005 – Wurd Becomes Flesh